# Fixkes
Fixkes est un groupe belge de pop rock, originaire de Stabroek. Le groupe mêle musique pop acoustique et le rap. Le premier single de Fixkes, Kvraagetaan (2007), devient l'un des plus grands succès néerlandophones de tous les temps en Flandre.

## Histoire
Fixkes est formé en novembre 2005 par Sam et Jan Valkenborgh. Le nom Fixkes est un surnom que Sam a reçu dans sa jeunesse. Jan joue de la batterie et Sam chante et joue de la guitare, il écrit également les paroles et la musique. Le groupe comprend également Peter Deckers (guitare, harmonica), Johan Pauwels (guitare basse), Bart Palmers (accordéon piano) et Joris Van den Broeck (percussions).
En janvier 2007, le groupe est signé par le label néerlandais Excelsior Recordings. Fixkes sort ensuite son premier single Kvraagetaan en février. Le groupe, qui comptait déjà de nombreux adeptes sur sa page Myspace, perce ensuite à grande échelle en Flandre. Studio Brussels lance le single sur Hotshot, ce qui permet au disque d'être la chanson la plus jouée sur la station pendant une semaine. Kvraagetaan sort d'abord en tant que chanson sur iTunes le 5 février 2007, puis sur CD (12 février). Il s'agit du dernier single à sortir en CD en Belgique avant le passage définitif à la vente en ligne. En l'espace d'une semaine, le single atteint la première place du classement iTunes. En mars 2007, Fixkes atteint la première place de l'Ultratop 50. Ils continuent à occuper cette place en avril, mai et juin. Fin juin, ils restent 16 semaines à la première place, un record. Le single devient le single le plus vendu de 2007 en Flandre et est certifié disque de platine. En septembre 2007, le groupe sort son premier album, qui est également bien accueilli. Il est certifié disque d'or. Unhappy, une chanson sur les ex-amoureux, sort en tant que deuxième single en septembre 2007. Le troisième single de l'album, Darling Animal, sort en mai 2008.
En janvier 2010, Fixkes sort le single Rock-'n-Roll, en avant-première de leur deuxième album Superhero, sorti en mars 2010. En octobre 2010, le bassiste Johan Pauwels quitte le groupe pour se consacrer à sa vie privée. Le percussionniste Joris Van den Broeck quitte également le groupe. Il est remplacé par Mike Engels (Freestyle Fabrik, We Are Not), que l'on pouvait déjà entendre en tant qu'invité sur les deux premiers albums. Il prend la guitare et Sam Valkenborgh passe à la basse. Avec ce line-up, le groupe réalise son troisième album, Weeral half-eight, sorti en 2014. Les singles étaient Never Nothing, Jodie Foster, Buitenmens et Koriander van den Turk.
Six ans plus tard, en septembre 2020, le quatrième album, IV, suit.

## Discographie

### Albums studio
- 2007 : Fixkes
- 2010 : Superheld
- 2014 : Weeral halfacht
- 2020 : IV

### Singles
- 2007 : Kvraagetaan
- 2007 :  Ongelukkig
- 2007 : Over 't water (Fixkes + Axelle Red)
- 2008 : Lievelingsdier
- 2010 : Rock-'n-roll
- 2014 : Jodie Foster
- 2014 : Buitenmens
- 2015 : Koriander van den Turk